# Litoria maini
Litoria maini е вид земноводно от семейство Дървесници (Hylidae).

## Разпространение
Видът е ендемичен за западните и централни части на Австралия.